# Гатилузио
Гатилузио (итал. Gattilusio) је била ђеновљанска породица која је у периоду од 1355. године до средине 15. века држала низ поседа у северном делу Егејског мора. Постоје претпоставке да је породица била у блиским везама са Палеолозима, владајућом династијом у Византијском царству.

## Историја
Родоначелници породице Гатилузио су два брата, Франческо и Николо Гатилузио. Били су нећаци Оберта Гатилузија. Име њиховог оца није познато. На основу грба породице, Ентони Лутрел је тврдио да им је мајка потицала из породице Дорија. Франческо је стекао наклоност византијског цара Јована V Палеолога. Помогао је византијском цару да збаци Јована Кантакузина са престола 1354. године. Као награду, Јован је Франческу даровао острво Лезбос (са Митиленом) јула 1355. године и руку своје сестре Марије. Временом, поседи Гатилузија се шире обухватајући Имброс, Самотраку, Лемнос и Тасос, као и копнени град Енос. Гатилузији су на својим поседима развијали рударство, трговину стипсом, производњу текстила и сл. Након пада Цариграда 1453. године, Гатилузији су кратко задржали своје територије. Оне убрзо падају под османску власт. Турци су 1456. године именовали Грка Критовула (хроничара) за гувернера Имброса, а власт Гатилузија је уклоњена. Господар Лезбоса, Доминико Гатилузио, је задављен. Наследио га је брат Николо. Османска флота опсела је острво 1462. године. Николо је заробљен и одведен у Цариград где је касније погубљен. Његовим смакнућем угашена је породица Гатилузио.
Археолошка ископавања у замку Митилене од 1984. године од стране Универзитета Британске Колумбије открила су погребну капелу породице Гатилузио и неколико гробница које вероватно припадају члановима породице. Зграда је након турског освајања претворена у џамију (1462). Канадска ископавања довела су до открића значајног броја кованог новца породице Гатилузио.
Династији Гатилузио припадала је и Јелена, супруга српског кнеза и деспота Стефана Лазаревића (1389-1427).

## Господари Лезбоса
- Франческо I Гатилузио (1355–1384)
- Франческо II Гатилузио (1384–1404)
- Јакопо Гатилузио (1404–1428)
- Дорино I Гатилузио (1428–1455)
- Доминико Гатилузио (1455–1458)
- Николо Гатилузио (1458–1462)

## Господари Еноса
- Николо Гатилузио (1376–1409)
- Паламед Гатилузио (1409–1455)
- Дорино II Гатилузио (1455–1456)